# 廿日市市消防本部
廿日市市消防本部（はつかいちししょうぼうほんぶ）は、広島県廿日市市の消防部局（消防本部）。
吉和地区（旧吉和村）の消防事務は広島市消防局に委託している。

## 概要
- 消防ポンプ自動車高規格救急車管内の人口 - 116,578人

2019年（平成31年）4月1日
- 管内の世帯数 - 51,726世帯

2019年（平成31年）4月1日

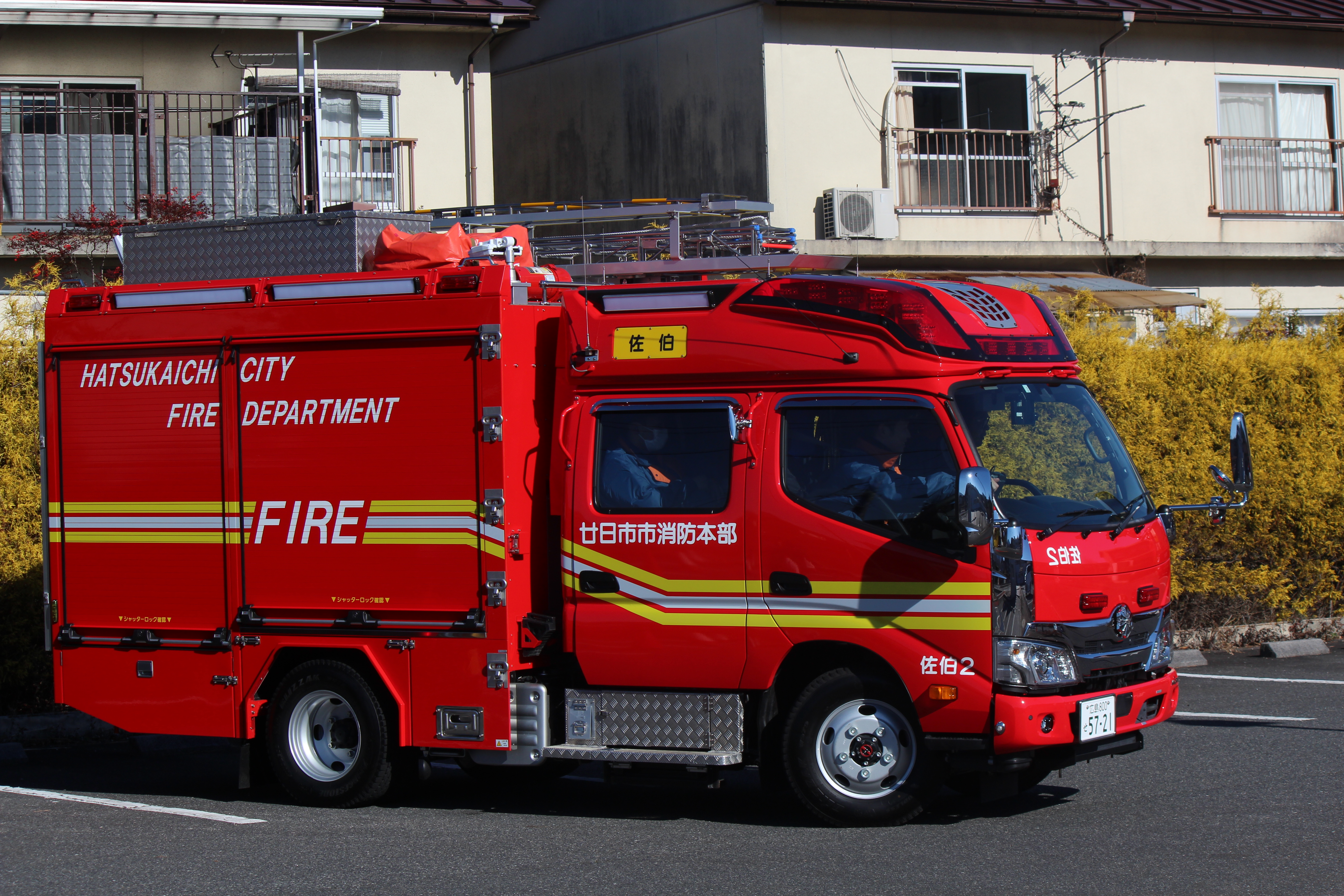
消防ポンプ自動車

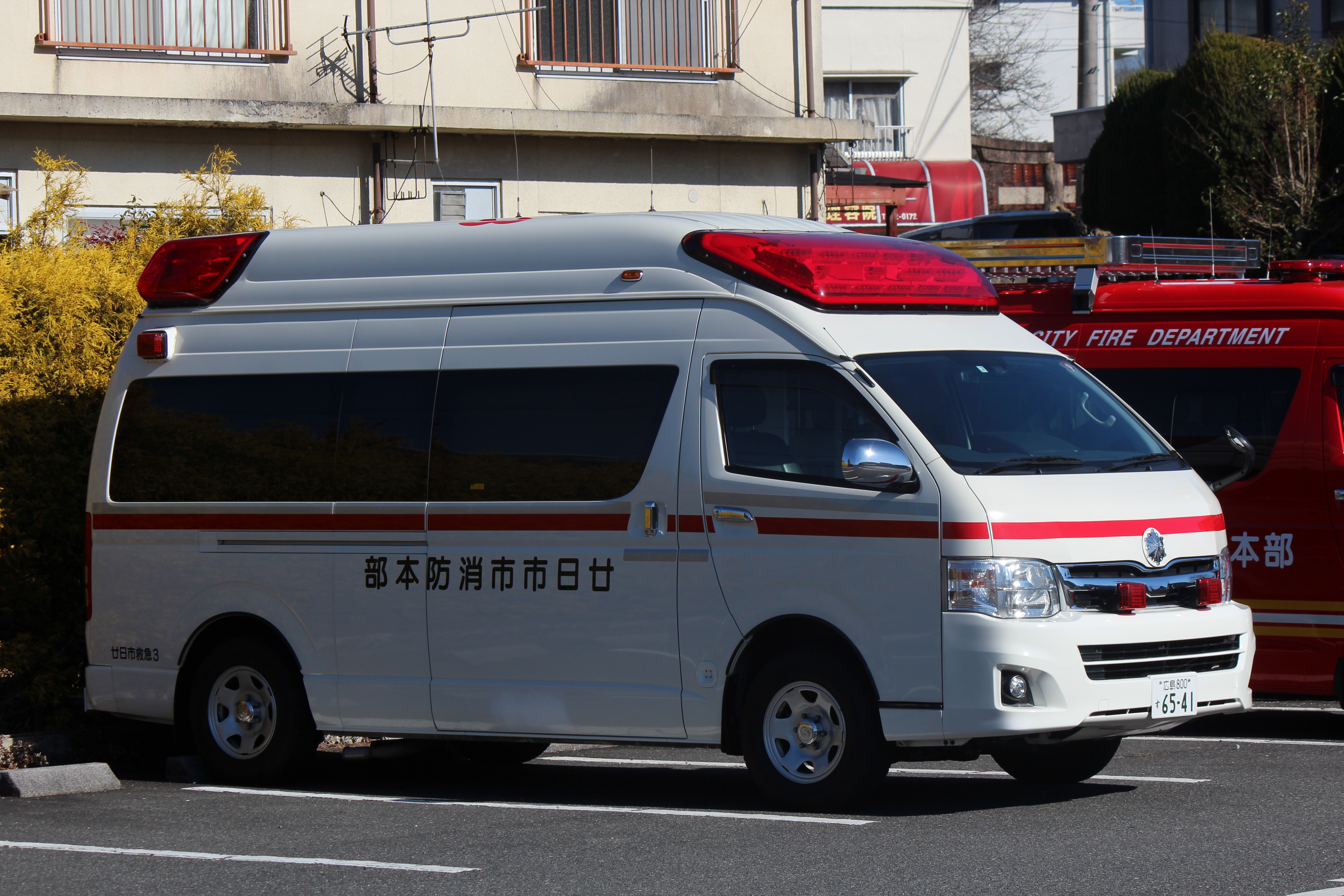
高規格救急車

- 管内の面積 - 343.96 km2

2019年（平成31年）4月1日
管内の車両数　合計43台、2艇
2024年11月現在
- 消防ポンプ自動車：6台　廿日市消防署、佐伯消防署に1台ずつ、宮島消防署、大野消防署に2台ずつ配備。
- 水槽付き消防ポンプ自動車：4台　廿日市消防署、西分署、佐伯消防署、大野消防署、に1台ずつ配備。
- 高規格救急車：11台　廿日市消防署に3台、ほかの署には2台ずつ配備
- 化学消防ポンプ自動車：1台　廿日市消防署に配備
- ハシゴ付き消防自動車：1台　廿日市消防署に配備
- 救助工作車：2台　廿日市消防署、大野消防署に配備
- 小型動力ポンプ付き水槽車：1台　廿日市消防署に配備
- 指揮車：5台　各消防署に1台ずつ配備
- 指揮支援車：1台　廿日市消防署に配備
- 災害対応多目的車：1台　廿日市消防署に配備
- 資機材搬送車：5台　西分署以外の署に1台ずつ配備
- 査察広報車：5台　廿日市消防署に3台、宮島消防署、大野消防署に1台ずつ配備
- 消防艇：1艇　宮島消防署に配備
- 救急救助艇：1艇　宮島消防署に配備

## 沿革
【出典】
- 1957年（昭和32年）4月1日 - 廿日市町消防本部を設置する。
- 1988年（昭和63年）4月1日 - 廿日市町の市制施行に伴い、廿日市市消防本部に改称する。
- 2003年（平成15年）3月1日 - 廿日市市、佐伯町、吉和村が合併し、新生「廿日市市」となる。
- 2005年（平成17年）11月3日 - 廿日市市、大野町、宮島町が合併し、新生「廿日市市」となる。これに伴い、消防署を廿日市、大野、宮島の3署体制とし、西、佐伯に分署を設置する。
- 2019年（平成31年）4月1日 - 佐伯分署を昇格し、佐伯消防署となる。

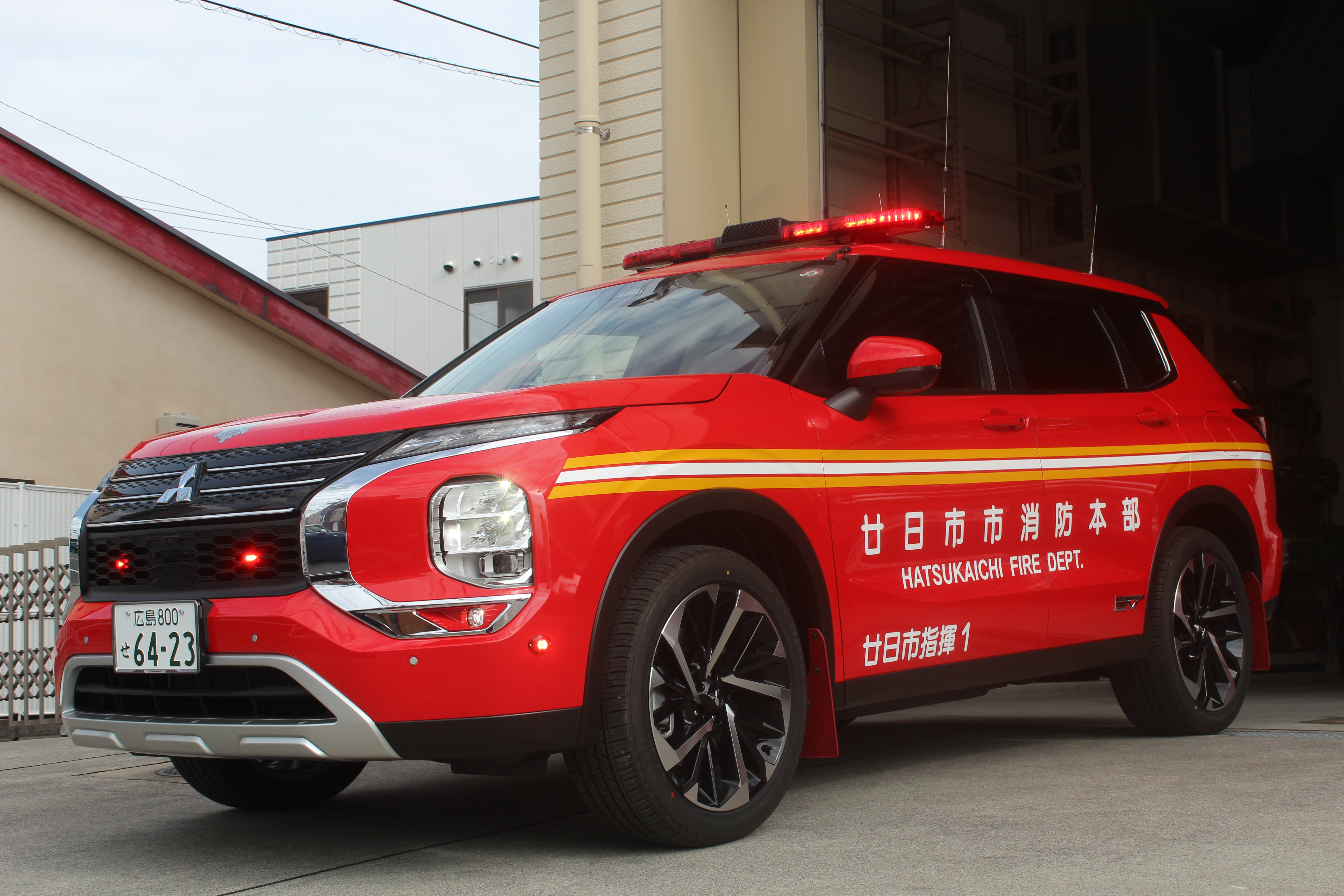
廿日市消防署に配備されたアウトランダーPHEVの指揮車

- 廿日市消防署に配備されたアウトランダーPHEVの指揮車2024年(令和6年)      3月6日－廿日市消防署、佐伯消防署にアウトランダーPHEVの指揮車を配備。

## 組織
- 消防長（消防監）
  - 消防次長（消防司令長）
    - 総務課
    - 予防課
    - 警防課
    - 廿日市消防署
      - 消防課
      - 西分署

    - 大野消防署
      - 消防課

    - 宮島消防署
      - 消防課

    - 佐伯消防署
      - 消防課

2019年（平成31年）4月1日現在